# Kościół Najświętszej Maryi Panny Królowej Polski w Cierpicach
Kościół Najświętszej Maryi Panny Królowej Polski w Cierpicach – kościół rzymskokatolicki w jurysdykcji parafii Najświętszej Maryi Panny Królowej Polski w Cierpicach.
Budowa kościoła rozpoczęła się 21 marca 1938 roku. W latach 1939–1945 budynek pełnił funkcję spichlerzu. W 1945 roku w kościele odbyło się pierwsze nabożeństwo. W latach 1948–1958 kontynuowano wyposażenie kościoła. Świątynia została konsekrowana 19 września 1970 roku przez kard. Stefana Wyszyńskiego. W 2009 roku rozpoczęto generalny remont kościoła.